# Beleidigte Leberwurst
Die beleidigte oder gekränkte Leberwurst spielen ist eine deutsche umgangssprachliche Redewendung für aus nichtigem Anlass beleidigt tun, schmollen. Ursprünglich stammt sie wohl von der Vorstellung der Leber als Zentrum der Gefühle; dann wurde sie volksetymologisch mit der Erzählung verbunden, die Leberwurst sei vor Wut geplatzt, als die Blutwurst vor ihr aus dem Kessel genommen wurde.
Die Redensart ist seit dem späten 19. Jahrhundert in Gebrauch.